# Часовникова кула (Пазарджик)
Часовниковата кула в Пазарджик е построена през XVIII век в Татар Пазарджик, Османската империя (днес Пазарджик) и е разрушена през 1928 г. Възстановена е през 2010 г. с помощта на пазарджишката общественост.
Кулата се намира на площад „Съединение“. Тя е с височина 27 метра.

## Първа кула
Часовниковата кула е построена в средата на град Татар Пазарджик през 1741 г.
Служела е за градски часовник. По запазени източници се смята, че е била с форма на правилна призма с основа шестоъгълник, осмоъгълник или дванадесетоъгълник, издигната върху постамент с форма на паралелепипед. Часовникът се намирал в ниша, разположена върху пирамидата над постамента. Надпис върху плоча на кулата гласял: „Честният Ибрахим ага Хайрулов ни удостои с направата на този часовник, който бие час по час и весели града“. Била изписана и годината на построяване на часовника – 1154 по ислямския календар (1742 по Грегорианския). През 1928 година, след Чирпанското земетресение, часовниковата кула се порутила и от нея останали само каменните основи и постаментът, изпълнен със зидове от ломен камък с височина около 6 м над терена.
Единствената известна фотография на първата кула е направена през 1923 година от проф. Иван Батаклиев. Запазена е и картина на тогавашната часовникова кула от художника Стоян Василев. До около 1980 г. камбаната на часовниковата кула се съхранява в училище „Георги Брегов“, но след това следите ѝ се губят.

## Втора кула
„Ротари клуб – Пазарджик“ започва да възстановява часовниковата кула по идея и проект на архитект Христо Герасимов. Новият проект предвижда възстановяване на кулата максимално близо до първоначалния ѝ вид. Изработването на проекта и издаването на необходимите разрешителни отнемат около 7 години.
Началото на строителните дейности официално е поставено на 24 май 2009 г. В метална капсула на времето, която е зазидана в стените на кулата, инициаторите поставят послание към бъдещите поколения на град Пазарджик, както и кратка история на кулата. За осъществяването на проекта започват да се събират средства чрез дарителска кампания. Часовниковата кула е завършена и е официално открита на 21 май 2010 г. – Деня на Пазарджик.
В днешния ѝ вид са запазени съхранените каменни основи с височина около 6 м, които се надграждат с клетъчна зидария – редуване на тухли стар формат с плътна фугировка. Над тях се изгражда пирамида с височина 3 м, която осъществява преход към осмостенна призма. В нишата, където е бил оригиналният часовник, са разположени скулптури на покровителите на Пазарджик Св. св. Константин и Елена, изработени от професор Стефан Лютаков. Следва осмостенна призма с височина около 10 м, във вътрешността на която има метална стълба и малки прозорчета (мазгали) за осветяване. На страните на върха на кулата са монтирани 4 швейцарски часовника. Върхът на кулата завършва с четирискатен островърх покрив. Цялата часовникова кула е с височина 27 м с гръмоотвода.